# Даштаґлух
Даштаґлух (вірм. Դաշտազլուխ) — село у Мартакертському районі Нагірно-Карабаської Республіки. Село підпорядковується сільраді села Ванк.